# Легротталье, Никола
Нико́ла Легротта́лье (итал. Nicola Legrottaglie; род. 20 октября 1976[…], Джоя-дель-Колле, Апулия) — итальянский футболист, выступавший на позиции центрального защитника.

## Карьера
Начал свою карьеру в «Бари», в 1994 году он перешёл в «Пистойезе», в 1998 году в «Кьево», где и сделал себе имя. С 2003 по 2011 годы выступал за «Ювентус».
Несмотря на многие годы, проведённые в Турине, именно с сезона 2007/08 он стал полноправным игроком основного состава, прекрасно заменив травмированного Жорже Андраде.
Его контракт с «Ювентусом» заканчивался летом 2008 года, но за прекрасную игру он был вознаграждён новым контрактом ещё на 2 года.
В 2004 году был обладателем приза «Золотая урна» как худший игрок года в Италии.
31 января 2011 года игрок подписал контракт с «Миланом» сроком до конца сезона 2010/11.
24 августа 2011 перешёл в «Катанию», подписав двухлетний контракт.

## Достижения
- Чемпион Италии: 2011
- Обладатель Суперкубка Италии 2003
- Финалист Кубка Италии 2003/04
- Победитель Серии B 2006/07